# Augustin Gensse
Augustin Gensse (* 10. August 1983 in Mont-de-Marsan) ist ein ehemaliger französischer Tennisspieler.

## Karriere
Augustin Gensse spielte hauptsächlich auf der ATP Challenger Tour und der ITF Future Tour. Er gewann zehn Einzel- und drei Doppeltitel auf der Future Tour. Auf der Challenger Tour gewann er das Doppelturnier in Tanger im Jahr 2009. 2011 qualifizierte er sich erstmals für die Grand-Slam-Turniere in Roland Garros und bei den US Open.
Zum 7. Mai 2012 erreichte er mit Rang 139 seine höchste Platzierung in der Weltrangliste im Einzel, im Doppel kletterte er zum 16. Juni 2008 auf Rang 363. Im Juni 2012 sorgte eine Verletzung am Knöchel dazu, dass er seine Karriere beenden musste.
Im Januar 2013 wurde er Trainer von Michaela Hončová, seit Mai 2015 trainiert er Manon Arcangioli.

## Erfolge
| Legende (Anzahl der Siege)  |
| Grand Slam                  |
| ATP World Tour Finals       |
| ATP World Tour Masters 1000 |
| ATP World Tour 500          |
| ATP World Tour 250          |
| ATP Challenger Tour (1)     |

### Doppel

#### Turniersiege
| Nr. | Datum            | Turnier | Belag | Partner     | Finalgegner                           | Ergebnis  |
| --- | ---------------- | ------- | ----- | ----------- | ------------------------------------- | --------- |
| 1.  | 16. Februar 2009 | Tanger  | Sand  | Éric Prodon | Giancarlo Petrazzuolo Simone Vagnozzi | 6:1, 7:63 |